# Piercing no clítoris

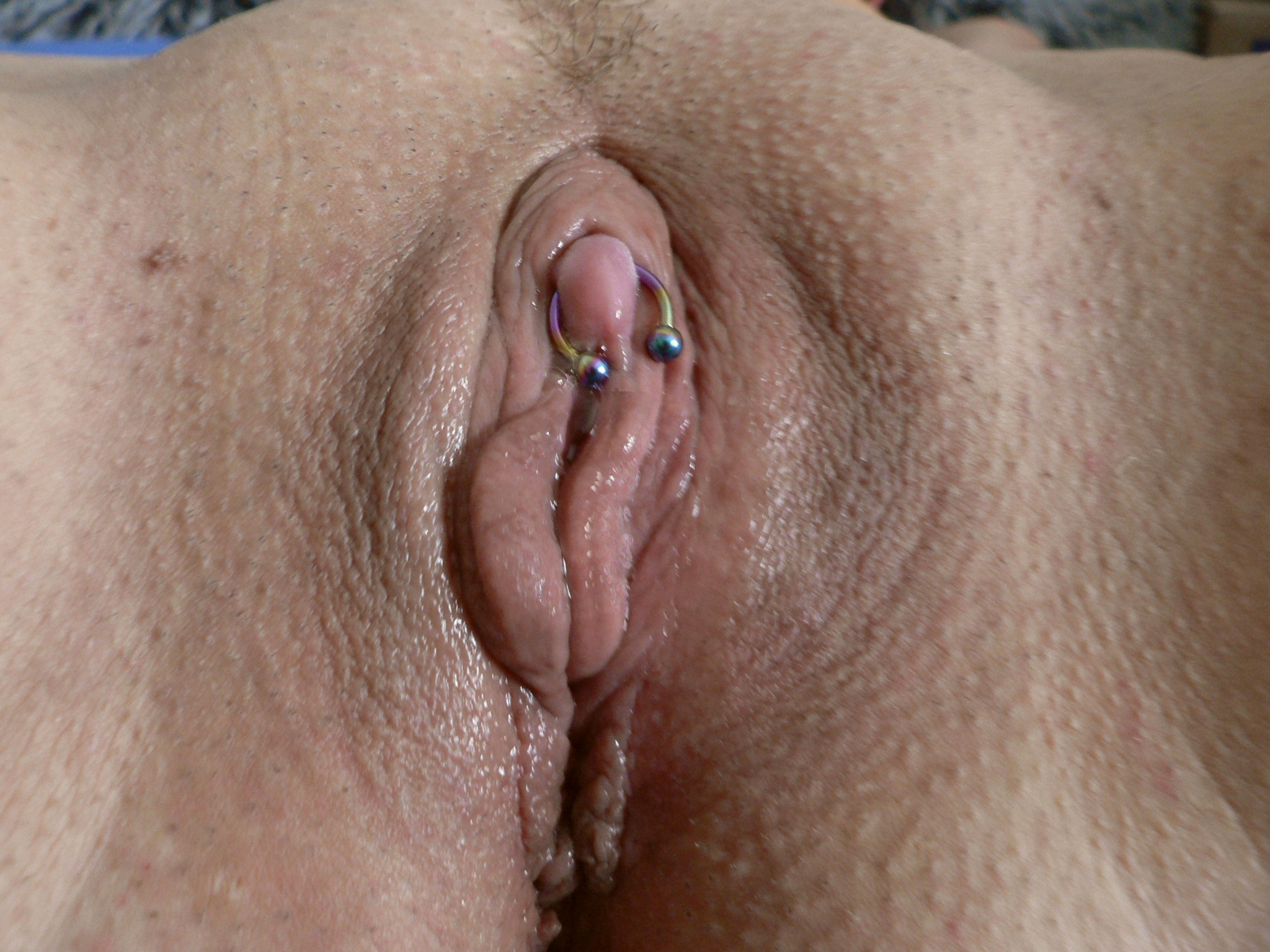

Clítoris piercing é um piercing feminino colocado no clítoris. Não deve ser confundido com o colocado apenas no capuz clitorideo. Dependendo da anatomia pode ser colocado na vertical ou horizontal. Cicatriza de 4 a 6 semanas.
É pouco utilizado, pois além da região ser muito sensível é necessário o clítoris possuir um tamanho suficiente para poder ser perfurado.